# Šarovce
Šarovce (Hongaars: Sáró) is een Slowaakse gemeente in de regio Nitra, en maakt deel uit van het district Levice.
Šarovce telt 1.649 inwoners.
De gemeente ligt op de Hongaars-Slowaakse taalgrens, ongeveer de helft van de inwoners behoort tot de Hongaarse minderheid in Slowakije.